# جوزيف كارتر أبوت
جوزيف كارتر أبوت (بالإنجليزية: Joseph Carter Abbott)‏ هو صحفي ومُحرِّر وضابط وسياسي أمريكي، ولد في 15 يوليو 1825 في كونكورد في الولايات المتحدة، وتوفي في 8 أكتوبر 1881 في ويلمينغتون في الولايات المتحدة. حزبياً، نشط في الحزب الجمهوري. وقد انتخب رئيس تحرير وانتخب عضو مجلس الشيوخ الأمريكي عن دائرة كارولاينا الشمالية (14 يوليو 1868 – 4 مارس 1871).